# Francesc Casanovas Gorchs
Francesc Casanovas Gorchs (Barcelona 19 de febrer de 1853- 11 de novembre de 1921) fou un artista polifacètic. Pintor, cantant d'òpera, crític d'art, comediògraf, director d'escena i empresari.
Fill de Francesc Casanovas i Maynadé artista natural de Barcelona i de Petronila Gorchs i Casadevalls també de Barcelona que dirigia un "establecimiento de instrucción para señoritas" al carrer Carders, 48.
Format a l'escola de Llotja de Barcelona, com a mínim el 1871-72, exposà per primer cop el 1877 a l'Associació del Foment de les Belles Arts de Girona. Molt afeccionat a Itàlia, ja hi anà, almenys, el 1880. El 1882 estrenà al Teatre Romea la comèdia Infanticidi!, versió personal d'una peça italiana.
Entre 1886 i 1889 recorregué Itàlia integrat en companyies d'òpera on cantava papers de baix. D'aquesta època queda un carnet de notes (Biblioteca de Catalunya) amb apunts del natural d'assaigs, intèrprets i paisatges dels indrets per on passava.
De nou a Barcelona el 1891 participà en la I Exposició General de Belles Arts. Noves comèdies estrenades per ell (Mala jugada (1891) i L'última voluntat (1892), es publicaren també amb il·lustracions seves. Fou també l'il·lustrador principal de la revista La Llanterna de Manresa (1898-99).
Publicà la monografia Catedral de Palma de Mallorca (1898) i posà textos al volum Arquitectura moderna de Barcelona (1900).
Fou el crític d'art del diari La Publicidad i de la revista Álbum Salón (1900-1907), defensant-hi una línia moderada.
Bé que esporàdicament tornà a cantar, al Gran Teatre del Liceu, a partir del 1901 en fou el director artístic i hi va fer també tota mena de tasques, entre les quals la de traductor i figurinista. El 1911 esdevingué una temporada empresari del teatre.
Des del 1907 tornà a exercir la pintura i exposà diversos cops, en individuals (a la Sala Parés) i col·lectives.
Els darrers anys de la seva vida s'integrà a l'actiu taller Renart, d'arts Sumptuàries, on Joaquim Renart va fer d'ell diversos apunts.
Un centernar de dibuixos es conserven a la Biblioteca de Catalunya on es van exposar el 1982.